# Lalish
Lalish (in curdo Laliş‎, chiamato anche Lalişa Nûranî; arabo: لالش) è una piccola valle di montagna situata nel nord del Kurdistan iracheno, circa 60 km a nord-ovest della città di Mosul. È il luogo della tomba dello sceicco Adi, figura principale della fede yazidi.
Almeno una volta nella vita gli yazidi sono tenuti a un pellegrinaggio di sei giorni per visitare la tomba dello sceicco Adi e altri luoghi sacri. Yazidi che vivono nella regione sono tenuti a compiere un pellegrinaggio annuale a partecipare alla Festa  dell'Assemblea, che si celebra dal 23 Elul al 1 Tishri.